# Medalla John von Neumann
La Medalla John von Neumann es un premio de ciencias de la computación establecido por la dirección del IEEE en 1990 y puede ser concedida anualmente "en reconocimiento a logros sobresalientes en ciencia y tecnología relativos a los computadores." Los logros pueden ser teóricos, tecnológicos o empresariales, y no tienen por qué haberse conseguido con precedencia inmediata a la concesión del galardón. 
La medalla debe su nombre al matemático y pionero de las ciencias de la computación John von Neumann.
La lista completa de ganadores es la siguiente:
- 1992 C. Gordon Bell
- 1993 Frederick P. Brooks
- 1994 John Cocke
- 1995 Donald E. Knuth
- 1996 Carver A. Mead
- 1997 Maurice V. Wilkes
- 1998 Ivan Edward Sutherland
- 1999 Douglas C. Engelbart
- 2000 John L. Hennessy y David A. Patterson
- 2001 Butler W. Lampson
- 2002 Ole-Johan Dahl y Kristen Nygaard
- 2003 Alfred V. Aho
- 2004 Barbara H. Liskov
- 2005 Michael Stonebraker
- 2006 Edwin Catmull
- 2007 Charles P. Thacker
- 2008 Leslie Lamport
- 2009 Susan L. Graham
- 2010 John Hopcroft y Jeffrey Ullman
- 2011 Tony Hoare
- 2012 Edward J. McCluskey
- 2013 Jack Dennis
- 2014 Cleve Moler
- 2015 James A. Gosling
- 2016 Christos Papadimitriou
- 2017 Vladimir Vapnik
- 2018 Patrick Cousot
- 2019 Éva Tardos
- 2020 Michael I. Jordan
- 2021 Jeffrey Dean
- 2022 Deborah Estrin
- 2023 Tom Leighton
- 2024 Christopher D. Manning
- 2025 Miklós Ajtai

También existe el Premio de Teoría John von Neumann, otorgado por el Institute for Operations Research and Management Science (INFORMS) por contribuciones a la teoría de la investigación operacional.